# Dia Mundial da Arte Nova
O Dia Mundial da Arte Nova é um evento dedicado à Art Nouveau que é celebrado anualmente no dia 10 de junho. O primeiro Dia Mundial da Arte Nova em 2013 foi organizado pelo Museu de Artes Aplicadas (Budapeste) (IMM) em cooperação com Szecessziós Magazin (uma revista húngara sobre Art Nouveau). A data selecionada - 10 de junho - é o aniversário da morte de dois famosos arquitetos do movimento, Antoni Gaudí e Ödön Lechner. Atividades como as organizadas no Dia Mundial do Art Nouveau visam criar uma maior conscientização da herança Art Nouveau entre o público.
As duas maiores organizações da Europa que coordenam as atividades do Dia Mundial da Arte Nouveau são a Rota Européia Art Nouveau, em Barcelona, e a Rede Art Nouveau Réseau (RANN), em Bruxelas. Em 2019, o evento foi apoiado pela European Heritage Alliance.

## Links
- Dia Mundial da Arte Nova no Facebook